# MH17-Monument in Hilversum

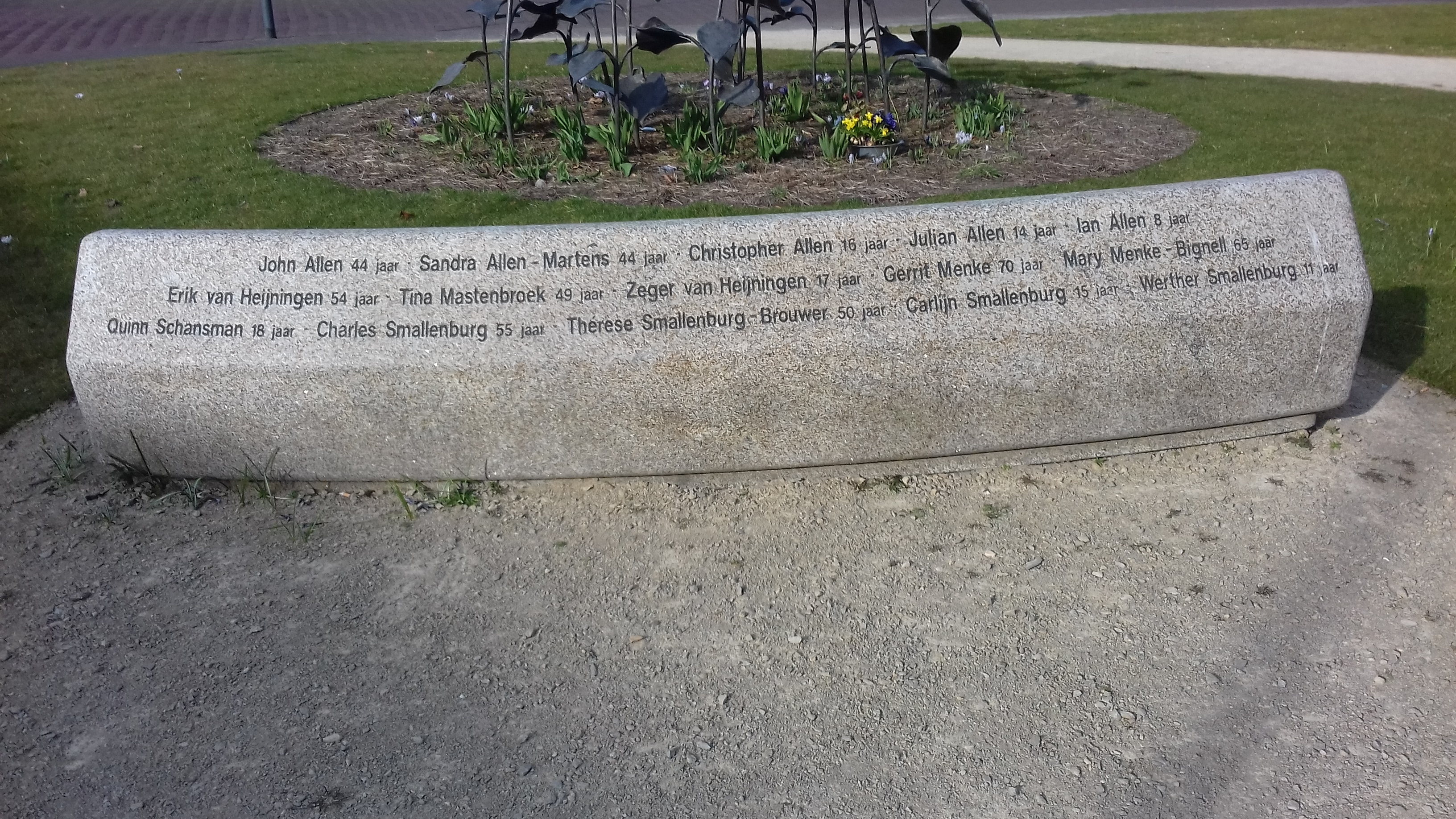
Gedenksteen voor de Hilversumse slachtoffers van MH17

Het MH17-Monument in Hilversum herdenkt de 15 Hilversummers die op donderdag 17 juli 2014 omkwamen bij de vliegramp MH17. De Boeing 777 van Malaysia Airlines met vluchtnummer MH17 stortte neer in een veld vol zonnebloemen in Oekraïne.
Het herinneringsmonument bestaat uit een kring van 15 bronzen zonnebloemen, voor elk slachtoffer een zonnebloem. De bloemen zijn door bladeren met elkaar verbonden. De grootste bloemen symboliseren de volwassen omgekomen Hilversummers, de kleinere bloemen staan symbool voor de omgekomen kinderen. In de bank voor het monument zijn de namen van de Hilversumse slachtoffers gegraveerd.
Het beeld staat in het centraal gelegen Dudokpark bij het Hilversummer raadhuis. Hilversum was na Amsterdam de plaats met de meeste slachtoffers van de ramp.
Het monument werd ontworpen door vormgever Sven Lamme en werd gemaakt door kunst-siersmederij Rein Tupker uit Soest.
Het beeld is door burgemeester Broertjes onthuld op zondag 17 juli 2016, precies twee jaar na de ramp. Zonnebloemen werden het symbool van de latere herdenkingen van de slachtoffers. Bij de herdenking in 2019, vijf jaar na de ramp, werden op meerdere plaatsen in de stad bloembakken met zonnebloemen geplaatst, waarvan een deel opgekweekt uit zaden uit het veld in Oekraïne. Ook werden 35 bakken met ‘gewone’ zonnebloemen geplaatst op verschillende rotondes in Hilversum.